# Joan Guasch Marí
Joan Guasch Marí també conegut com a Can Bernat Vinya (Sant Josep de sa Talaia, 1923-2007) va ser un empresari turístic eivissenc.
Als 14 anys va deixar l'escola per dedicar-se a la feina del camp. Des del bar Can Bernat Vinya, situat a la plaça de l'Església de Sant Josep, obert pels seus padrins, va desenvolupar una xarxa de negocis estretament relacionats amb el món turístic. Quan gairebé era un nen, fundà la seva primera empresa, dedicada a la compra de productes agrícoles als pagesos per vendre'ls als majoristes. Devers els 20 anys donà una altra passa en obrir la línia d'autocar que unia Sant Antoni de Portmany, Sant Josep de sa Talaia i Eivissa: la Compañía de Autobuses. Més tard creà Serveis de Transports. Li varen seguir una sèrie de restaurants amb graella pensats per als banquets i les nits d'esbarjo dels turistes, on se servien àpats acompanyats d'espectacles. Eren anys en què tan aviat conduïa autobusos, com feia de guia, cuiner o cambrer. També s'introduí en el mercat de les agències de viatges. El 2006 va rebre el Premi Ramon Llull.